# 勐大镇
勐大镇，是中华人民共和国云南省普洱市镇沅彝族哈尼族拉祜族自治县下辖的一个乡镇级行政单位。

## 行政区划
勐大镇下辖以下地区：
勐统村、平和村、桂花甲村、英德村、文开村、文来村、文雷村、南康村、库达村、平掌村、大井村、文蒙村、仰里村、文况村、那敦村、新街村、大山村、平地村、文卜村、马台村、白水村、半坡村、西山村和文夺村。